# François Thuillier

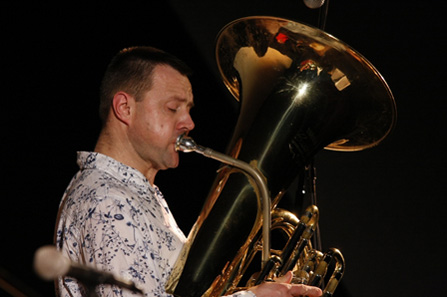
François Thuillier

François Thuillier (* 1967 in der Picardie) ist ein französischer Tuba- und Saxhornspieler und Komponist, der sich sowohl im Bereich der klassischen Musik, der Neuen Improvisationsmusik und des Jazz bewegt.

## Leben und Wirken

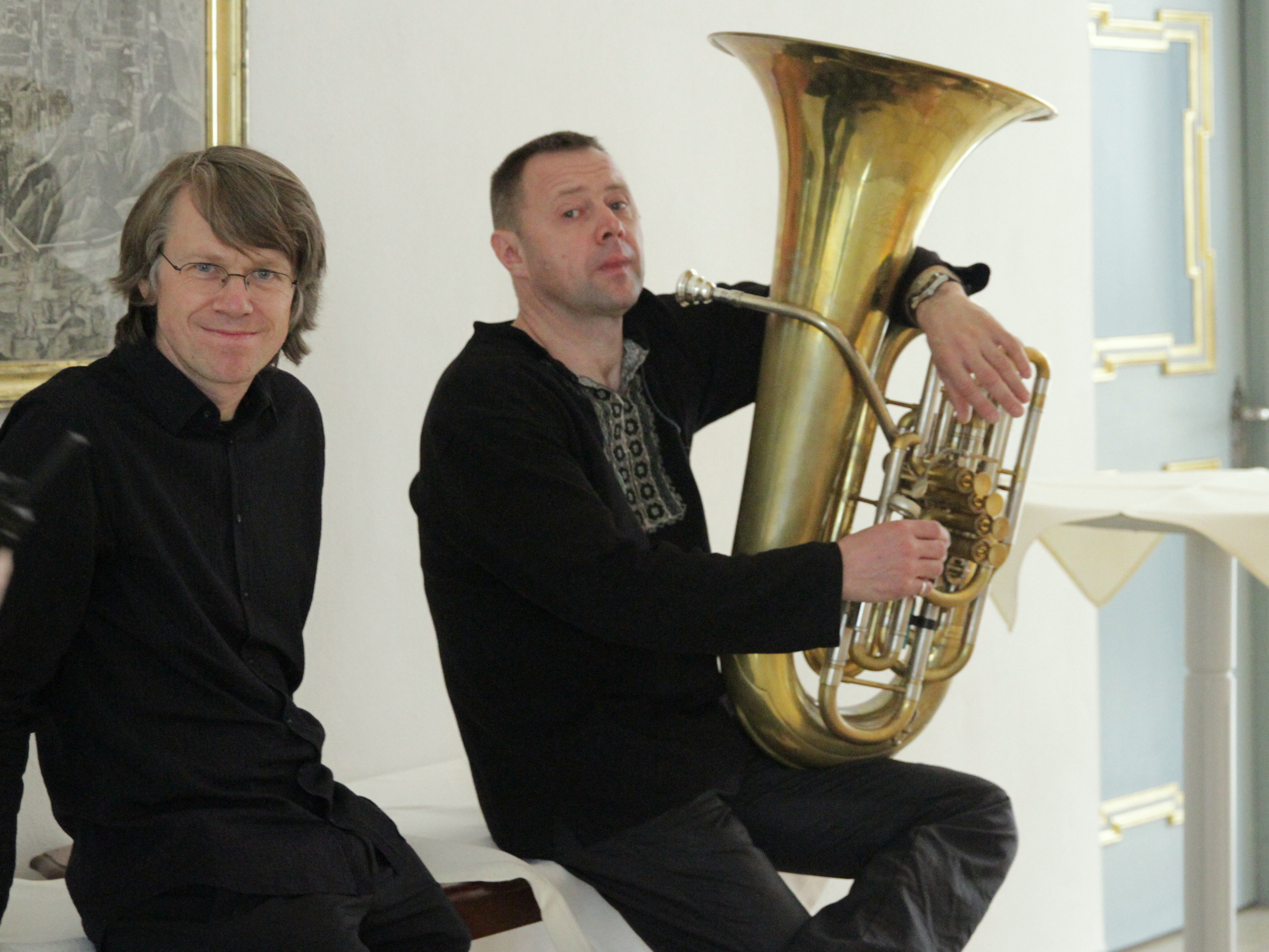
Henning Sieverts und François Thuillier beim Tonspuren Irsee 2014

Thuillier wuchs in Doullens auf, um dann an den Konservatorien von Amiens, Lille und Roubaix zu studieren, bevor er 1986 seine Studien am zentralen Conservatoire national supérieur de musique et de danse de Paris bei Fernand Lelong mit Preisen abschloss. Parallel verfolgte er eine Ausbildung am Pariser Centre d’informations musicales. 1989 gründete er ein eigenes Harmonieorchester. Mit diesem führte er Kompositionen von unter anderem Andy Emler, Jean-Marie Machado, Denis Badault und Franck Steckar auf. Weiterhin interpretierte er als Solist Werke von Patrice Caratini, Jean Gobinet, Sylvain Kassap und Vinko Globokar. Als European TV Brass Trio trat er gemeinsam mit Matthias Schriefl und Daniel Casimir auf. Im Bereich des Jazz arbeitete er außerdem mit Marc Steckars Tuba-Pack, der Bigband Quoi de neuf Docteur, mit Michel Marre, Martial Solal, Louis Sclavis/Bernard Struber (Le Phare) und Patrice Caratini zusammen. Mit Jean-Philippe Viret (Kontrabass) und Jean-Charles Richard stellte er 2018 das Programm 60% de matière grave in Hamburg vor.
Auch war er an Produktionen des Ensemble intercontemporain und der Oper Lyon beteiligt. Ferner ist er als Studiomusiker auf knapp 100 Tonträgern zu hören, darunter von Sapho, Dick Annegarn, Michel Fugain, Michel Sardou, Gilbert Bécaud, Thomas Fersen und Filmmusiken, und geht gemeinsam mit dem Euphoniumspieler Anthony Caillet auf Tournee.
Thuillier ist als Professor am Konservatorium von Amiens tätig, hat eigene Kompositionen und Unterrichtsmaterialien veröffentlicht (Progression: méthode pour saxhorn, euphonium) und leitet seit 2004 das Jazzfestival von Montonvillers.

## Diskographische Hinweise
- François Thuillier Brass Trio: Rose de Picardie
- François Thuillier / Pierre „Tiboum“ Guignon: Dédicaces (Nocturne)
- François Thuillier / Andy Emler / Jean-Marie Machado: Place des vosges
- Trio LPT.3: Déjà 7h ?!... (Yolk, mit Christophe Lavergne, Jean-Louis Pommier)
- François Thuillier / Anthony Caillet La Tour d’Ivoire

## Belege
1. ↑  Helmut Jasbar: "60% de matière grave": Klangliche Tiefe ohne Schwere. Oe1, 23. September 2022, abgerufen am 5. November 2022.

| Personendaten    | Personendaten                           |
| ---------------- | --------------------------------------- |
| NAME             | Thuillier, François                     |
| KURZBESCHREIBUNG | französischer Tubist und Saxhornspieler |
| GEBURTSDATUM     | 1967                                    |
| GEBURTSORT       | Picardie                                |